# Б'янце
Б'янце (італ. Bianzè, п'єм. Biansé) — муніципалітет в Італії, у регіоні П'ємонт, провінція Верчеллі.
Б'янце розташовані на відстані близько 520 км на північний захід від Рима, 45 км на північний схід від Турина, 24 км на захід від Верчеллі.
Населення — 1976 осіб (2014).
Щорічний фестиваль відбувається першого понеділка серпня. Покровитель — Sant'Eusebio.

## Демографія
Населення за роками:

Станом на 1 січня 2023 року в муніципалітеті офіційно проживало 185 іноземців з 30 країн, серед них 81 громадянин країн Євросоюзу та 3 громадяни України.

## Сусідні муніципалітети
- Борго-д'Але
- Ліворно-Феррарис
- Монкривелло
- Ронсекко
- Трино
- Тронцано-Верчеллезе